# Duellanten
Duellanten (russisk: Дуэлянт) er en russisk spillefilm fra 2016 af Aleksej Mizgirjov.

## Medvirkende
- Pjotr Fjodorov som Jakovlev/Kolysjev
- Aleksandr Jatsenko
- Vladimir Masjkov som Beklemisjev
- Julija Khlynina som Martha Tutjkova
- Pavel Tabakov som Tutjkov